# Alexander Wolfgang
Alexander Wolfgang (* 13. März 1894 in Arnstadt; † 14. März 1970 in Gera) war ein deutscher Maler und Grafiker.

## Leben
Alexander Wolfgang lebte bis 1908 in Arnstadt, danach in Gera. Sein Vater war der Kaufmann Alexander Albert Wolfgang, die Mutter Adele Luise geb. Thieme. Die Mutter starb im Kindbett. Noch im selben Jahr heiratete der Vater Marie Haener, über die Wolfgang später schrieb, sie sei "ihm eine gute Mutter" gewesen. 1904 zogen die Eltern nach Stützerbach. Er blieb bei einem Onkel in Arnstadt wohnen, um dort das Gymnasium besuchen zu können. 1909 bis 1912 absolvierte er eine kaufmännische Lehre in der Geraer Teppichfabrik Joh. Fr. Spaethe. 1912 bis 1913 arbeitete er als Buchhalter in einer Eisenhandlung in Gera. Unmittelbar vor und während des Ersten Weltkriegs leistete er Militärdienst, vor allem in Frankreich, wo er häufig Museen besuchte. Dabei kam er mit der Schule von Barbizon sowie vielleicht auch den Impressionisten in Berührung. Angeregt durch einen kleinen Malkasten, den er als Hindenburg-Spende erhalten hatte, unternahm er erste Malversuche.
1919 kehrte er ins Elternhaus zurück, nahm den Kaufmannsberuf wieder auf und begann ein intensives Selbststudium der Malerei. 1920 wurde er Angestellter beim Finanzamt Gera. Im selben Jahr nahm er zusammen mit Kurt Günther, Erhard Frommhold und anderen an der Weihnachtsausstellung des Künstlerbundes Ostthüringens und des Kunstvereins Gera teil.
Ab 1922 verband ihn eine enge Freundschaft mit dem Weimarer Maler Alfred Ahner. 1929 lernte er seine spätere Ehefrau Hedwig Dix, Schwester des aus Gera stammenden Malers Otto Dix kennen. 1930 gab er seine kaufmännische Tätigkeit auf, um sich ganz der freiberuflichen Malerei widmen zu können. Er wurde Mitglied des Reichsverbands Bildender Künstler Deutschlands und des Thüringer Ausstellungsverbands Bildender Künstler. Die Stadt Gera erwarb schon vor 1930 zwei seiner Aquarelle.
1937 wurden im Rahmen der deutschlandweiten konzertierten Aktion „Entartete Kunst“ aus dem Städtischen Museum Gera vier Bilder Wolfgangs, die nicht dem nazistischen Kunstkanon entsprachen, beschlagnahmt und vernichtet.
1939 heiratete Wolfgang Hedwig Dix und zog im folgenden Jahr ins Haus ihrer Eltern in Gera-Untermhaus.
Während des Dritten Reichs war er Mitglied der NSDAP, wurde aber 1946 durch den Antifaschistischen Block Gera rehabilitiert, da er sich "nicht ... aktiv betätigt hat", wie es in einem Schreiben an das Kulturamt Gera heißt. Von 1942 bis 1945 nahm Wolfgang als Zahlmeister der Wehrmacht am Zweiten Weltkrieg teil.
1946 war Wolfgang Mitbegründer der "Künstlergilde" und der "Kleinen Galerie" Gera. Er bezog ein Atelier im Dachgeschoss der Geraer Hauptpost, das er bis Anfang der Sechzigerjahre hielt. In den folgenden Jahren wurden seine Werke regelmäßig in Gruppenausstellungen in Thüringen gezeigt, u. a. 1947 auf der "1. Landesausstellung Bildender Künstler Thüringens" in Erfurt., 1948 in Gera „Junge Kunst. Zwölf Maler stellen aus“ und auf der Ausstellung „Junge Kunst – Werke Geraer Künstler“  im Lindenau-Museum Altenburg/Thür. sowie 1954 „100 Jahre Staatliches Lindenau-Museum“. 
Wolfgang befasste sich intensiv mit abstrakter Malerei, insbesondere mit kubistischen Ausdrucksformen. Ab 1951 war er mit dem Geraer Maler Herbert Enke befreundet, mit dem er mehrere Gemeinschaftsarbeiten realisierte. Im selben Zeitraum begann auch die Freundschaft mit Erhard Frommhold, der den Ankauf von drei seiner Bilder für die Landesregierung Thüringen mit initiierte. „Wolfgang war ein Landschafter, der mit expressiver Kraft das Bild seiner Heimat festhielt“.
1956 nahm er an der lange geplanten Ausstellung "Künstler des Bezirkes Gera" im Altenburger Lindenau-Museum teil, 1958 an der IV. Deutschen Kunstausstellung in Dresden. 1960 begann die jahrelange Freundschaft mit den Geraer Künstlern Eberhard Dietzsch und Christian Lüttich. Eine geplante Einzelausstellung in der Künstlergilde Ulm kam wegen einer fehlenden Genehmigung des VBKD nicht zustande. Ab Mitte der 1960er Jahre verschlechterte sich sein Gesundheitszustand zunehmend, so dass seine bis dahin große Produktivität nachließ.
Nach seinem Tod gingen Werke Wolfgangs an namhafte Kunstsammlungen. U.a. erwarb das Kupferstichkabinett Dresden 1976 mehrere Zeichnungen. 1980 kaufte die Kunstsammlung Gera einen Großteil seines Nachlasses auf.

## Ehrungen
- 1961: Kunstpreis der Stadt Gera

## Darstellung Wolfgangs in der bildenden Kunst
- Christian Lüttich: Der Maler A. Wolfgang (1963, Lithografie; u. a. im Schlossmuseum Arnstadt)

## Werke

### 1937 als „entartet“ aus dem Städtischen Museum Gera beschlagnahmte und vernichtete Werke
- Weg nach Ernsee (Tafelbild)
- Park im Winter (Tafelbild)
- Kopfstudie (Tafelbild)
- Mondlandschaft (Pastell)

### Weitere Werke (Auswahl)
- Auf dem Rummelplatz (verm. 1940er Jahre, Öl, Mühlhäuser Museen, Sammlung Thüringer Kunst; Inv. XVIII/S/M 214)[7]

- Nächtliche Straße (Öl; auf der 1. Landesausstellung Bildender Künstler Thüringens)[8]
- Mutter Dix (1952, Zeichnung; Kunstmuseum Moritzburg Halle)
- Frühling (Öl)[9]
- Erntetag (Öl)[9]
- Sonniger Wintertag (Öl, 50 × 60,3 cm; Mühlhäuser Museen, Sammlung Thüringer Kunst; Inv. XVIII/S/M 75)[10]
- Am Stadtrand (Öl, 50 × 60 cm; auf der Vierten Deutschen Kunstausstellung)
- Brücke (Öl, 48 × 58 cm; auf der Vierten Deutschen Kunstausstellung)

## Einzelausstellungen (unvollständig)
- 1964: Erfurt, Angermuseum
- postum 1994: Gera, Kunstsammlung Gera (Orangerie)

## Weblink
- Bildindex der Kunst & Architektur - Startseite Bildindex Werke im Bildindex

- https://kunsthandlung-kuehne.de/kuenstler/alexander-wolfgang/